# 織女星運載火箭
織女星運載火箭（歐洲新一代運載火箭）屬一次性使用運載系統，她的名稱源自天琴座最明亮的恆星織女星。織女星運載火箭由義大利太空總署及歐洲太空總署自1998年合作研發，並於2012年2月13日首次發射並成功達成預定軌道，亞利安太空公司也曾宣布在2018年之前會持續發射織女星運載火箭。火箭的最新一次发射发生在2024年9月5日，此前已被它的一种改进版（Vega C）替代，该型号自2022年起已投入使用。
其設計用來發射重量介於300公斤到2500公斤之間的科學衛星或地球觀測衛星，並可將此類衛星送至太陽同步軌道或低地球軌道，織女星運載火箭為無輔助火箭的三節式固態火箭及第四節液態火箭，P80固態火箭為其第一節；契法羅23火箭為第二節；契法羅9火箭為第三節；而末端節的液態火箭稱之AVUM，P80固態火箭的技術也將應用在未來的亞利安火箭上，整個織女星運載火箭中，義大利為資金主要貢獻者，提供65%左右的資金援助，其他資金貢獻有法國約12.43%；比利時約5.63%；西班牙約5％；荷蘭約3.5%；瑞士則只有1.34%；瑞典更少，僅僅貢獻0.8%，其中比利時、法國、義大利及荷蘭參與P80固態火箭的研製。

## 酬載能力
亞利安太空公司開發前宣稱織女星運載火箭可以將1500公斤的人造衛星送入離地700公里的圓形極軌道；而後續也確認了織女星運載火箭是專以太陽同步軌道或極軌道的人造衛星為酬載目標，例如首次的測試發射也成功的將386.8公斤的LARES衛星送入69.5傾角、高1450公里的圓形軌道。

## 技術諸元
織女星運載火箭的三節分別使用不同引擎，在正式啟用前，引擎需經過兩次測試，一次為性能評定，另一次則是構造評定。 以下為各節比較：
|            | P80                     | Zefiro 23             | Zefiro 9             | AVUM               |
| ---------- | ----------------------- | --------------------- | -------------------- | ------------------ |
| 高度       | 11.7米（38英尺）        | 7.5米（25英尺）       | 3.5米（11英尺）      | 1.7米（5.6英尺）   |
| 直徑       | 3米（9.8英尺）          | 1.9米（6.2英尺）      | 1.9米（6.2英尺）     | 1.9米（6.2英尺）   |
| 推進劑重量 | 88 噸                   | 24 噸                 | 10.5 噸              | 0.55 噸            |
| 引擎重量   | 7,330（16,160磅）       | 1,950（4,300磅）      | 915（2,017磅）       | 131（289磅）       |
| 儲存槽重量 | 3,260（7,190磅）        | 900（2,000磅）        | 400（880磅）         | 16（35磅）         |
| 平均推力   | 2,200 kN（490,000 lbf） | 871 kN（196,000 lbf） | 260 kN（58,000 lbf） | 2.42 kN（540 lbf） |
| 推進時間   | 110 秒                  | 77 秒                 | 120 秒               | 667 秒             |
| 比推力     | 280 秒                  | 287.5 秒              | 296 秒               | 315.5 秒           |

### 契法羅9火箭引擎
契法羅9火箭引擎是整臺織女星運載火箭中最早完成的，也是運載火箭的第三節的引擎，首次點火測試是在2005年12月20日，地點是Salto di Quirra Inter-force測試場，位於地中海沿岸的薩丁尼亞島之東南方，測試的結果獲得完全的成功。經過更正第一次點火測試的小問題及微幅的變更設計，在2007年3月28日，第二次契法羅9火箭引擎點火測試，地點也是在Salto di Quirra測試場，其特色是運作35秒後，內部壓力會突然降低，進一步使燃燒時間的增長。到了2008年10月23日，改良過的契法羅9火箭引擎噴嘴提供了更大的推力，成功完成測試並命名為契法羅9A火箭引擎。這顆契法羅9A火箭引擎最終在2009年4月28日完成最後測試。

### 契法羅23火箭引擎
契法羅23火箭引擎是第二節火箭的引擎，首次點火測試在2006年6月26日，地點在Salto di Quirra測試場。這次的測試結果也是成功的；第二次測試契法羅23火箭引擎在2008年3月27日，地點也在Salto di Quirra測試場。測試結果也是成功的，也確認契法羅23火箭引擎會用於織女星運載火箭的第二節。

### P80火箭引擎
P80火箭引擎原先設計為產生80噸的推力，不過後來進一步提升到88噸，而且這節固態火箭具有推力向量系統，能夠藉由鋰離子電池改變葉片方向來操作前進方向，其中此節的推進劑原料由高比率的鋁粉與HTPB所組成。
P80火箭引擎首次推進測試在2006年11月30日，地點位於在法屬圭亞那開雲，總結來說獲得成功的測試結果。第二次P80火箭引擎點火測試在2007年12月4日，地點同樣在圭亞那開雲，P80火箭引擎提供190公噸重推力，並持續運作111秒，各項數據也都符合預期。P80火箭引擎經過這兩次的測試，也確立了在織女星運載火箭第一節的地位。

### AVUM
AVUM是織女星運載火箭的第四節，主要是讓人造衛星可以調整高度或提供旋轉的協助。其RD-843火箭引擎使用四氧化二氮與聯氨做為燃料，其技術來自前蘇聯的R-36飛彈技術。

## 整體費用
研製織女星運載火箭大約使用了7.1億歐元，其中4億歐元用於織女星運載火箭的前5次火箭發射上。根據亞利安太空公司的估計，每次發射織女星運載火箭的費用約為3200萬歐元；而火箭本身則占了2500萬歐元左右，當然這是以每年發射兩次作為計算；如果發射次數提升到每年4次，則可以將火箭成本壓低至2200萬歐元。
我們仍確信即使索費比競爭對手多出20%，也能夠贏得合約，因為亞利安太空公司也符合這個身價。——Francesco De Pasquale－ELA主管，

## 發射紀錄
| No. | 日期/時間 （UTC）      | 類型   | 系列編號 | 發射台 | 酬載衛星 | 衛星類型              | 軌道         | 結果 | 備註 |
| --- | ---------------------- | ------ | -------- | ------ | --- | --------------------- | ------------ | ---- | --- |
| 1   | 2012年2月13日 10:00    | Vega   | VV01     | ELA-1  | LARES / ALMASat 1 / e-st@r / Goliat / MaSat-1 / PW-Sat 1 / ROBUSTA / UniCubeSat-GG / Xatcobeo                     | 大地測量及微衛星      | 低地軌道     | 成功 | 織女星運載火箭首次發射成功                                                                                  |
| 2   | 2013年5月7日 02:06:31  | VERTA  | VV02     | ELV    | Proba-V / VNREDSat 1A / ESTCube-1                                                                                 | 地球觀測衛星          | 太陽同步軌道 | 成功 | 首次商業發射                                                                                                |
| 3   | 2014年4月30日 01:35:15 | Vega   | VV03     | ELV    | KazEOSat-1 | 地球觀測衛星          | 太陽同步軌道 | 成功 | |
| 4   | 2015年2月11日 13:40:00 | VERTA  | VV04     | ELV    | IXV（太空計程車）                                                                                                 | 進入大氣層測試        | 亞軌道飛行   | 成功 | IXV的首次升空是由歐洲太空總署研製的織女星運載火箭成功發射並返回地球。                                       |
| 5   | 2015年6月23日 01:51:58 | Vega   | VV05     | ELV    | Sentinel-2A | 地球觀測衛星          | 太陽同步軌道 | 成功 | |
| 6   | 2015年12月3日04:04:00  | Vega   | VV06     | ELV    | LISA Pathfinder                                                                                                   | 实验卫星              | 拉格朗日L1   | 成功 | |
| 7   | 2016年9月16日01:43:35  | Vega   | VV07     | ELV    | PerúSAT-1 / 4 SkySat Satellites                                                                                   | 侦察卫星/地球观测卫星 | 太阳同步轨道 | 成功 | |
| 8   | 2016年12月5日13:51:44  | Vega   | VV08     | ELV    | Göktürk-1A | 地球观测卫星          | 太阳同步轨道 | 成功 | |
| 9   | 2017年3月7日01:49:24   | Vega   | VV09     | ELV    | Sentinel-2B | 地球观测卫星          | 太阳同步轨道 | 成功 | |
| 10  | 2017年8月2日01:58:33   | Vega   | VV10     | ELV    | OPTSAT-3000 & Venµs                                                                                               | 地球观测卫星          | 太阳同步轨道 | 成功 | |
| 11  | 2017年11月8日01:42:31  | Vega   | VV11     | ELV    | Mohammed VI-A (MN35-13A)                                                                                          | 地球观测卫星          | 太阳同步轨道 | 成功 | |
| 12  | 2018年8月22日21:20:09  | Vega   | VV12     | ELV    | ADM-Aeolus | 氣象卫星              | 太阳同步轨道 | 成功 | |
| 13  | 2018年11月21日01:42:31 | Vega   | VV13     | ELV    | Mohammed VI-B (MN35-13B)                                                                                          | 地球观测卫星          | 太阳同步轨道 | 成功 | |
| 14  | 2019年3月22日01:50:35  | Vega   | VV14     | ELV    | PRISMA | 地球观测卫星          | 太阳同步轨道 | 成功 | |
| 15  | 2019年7月11日01:53:03  | Vega   | VV15     | ELV    | Falcon Eye 1 | 地球观测卫星          | 太阳同步轨道 | 失敗 | 火箭升空过程中因助推器上的电机故障导致发射任务失败                                                          |
| 16  | 2020年9月3日01:51:10   | Vega   | VV16     | ELV    | SSMS PoC Flight, D-Orbit, Spaceflight Industries, SITAEL and ISISpace microsatellites and cubesats (53顆小型衛星) | 微卫星                | 太阳同步轨道 | 成功 | |
| 17  | 2020年11月16日         | Vega   | VV17     | ELV    | SEOSAT-Ingenio、TARANIS                                                                                           | 地球观测卫星/科研卫星 | 太阳同步轨道 | 失敗 | 搭载了欧洲航天局和西班牙工业技术发展中心的SEOSAT-Ingenio地球观测卫星和法国国家航天研究中心的TARANIS科研卫星 |
| 18  | 2021年4月29日09:50     | Vega   | VV18     | ELV    | Pléiades Neo 3, NorSat-3, Bravo, ELO Alpha, Lemur-2                                                               | 地球观测卫星          | 太阳同步轨道 | 成功 | |
| 19  | 2021年8月17日09:47     | Vega   | VV19     | ELV    | Pléiades-Neo 4, BRO-4, LEDSAT, RadCube, SUNSTORM                                                                  | 地球观测卫星          | 太阳同步轨道 | 成功 | |
| 20  | 2021年11月16日09:27:55 | Vega   | VV20     | ELV    | CERES 1/2/3 | 电子侦察卫星          | 半同步轨道   | 成功 | |
| 21  | 2022年7月13日13:13:17  | Vega-C | VV21     | ELV    | LARES 2, ALPHA, AstroBio CubeSat, CELESTA, GreenCube, MTCube-2, TRISAT-R                                          |                       | 中地球轨道   | 成功 | Vega-C首次发射                                                                                              |
| 22  | 2022年12月21日01:47:31 | Vega-C | VV22     | ELV    | Pléiades-Neo 5, Pléiades-Neo 6 (VHR-2020 3/4)                                                                     | 地球观测卫星          | 太阳同步轨道 | 失败 | |
| 23  | 2023年10月9日01:36     | Vega   | VV23     | ELV    | THEOS-2，TRITON（獵風者衛星），ANSER，CSC，ESTCube-2，MACSAT，N3SS，PRETTY，PROBA-V CC                            |                       | 太阳同步轨道 | 成功 | |

## 未來發展
將來升級的織女星運載火箭，有一項計畫是將新的第三節及第四節火箭之燃料改為液態氫/液態氧，此種作法可降低成本和建立新一代的操控系統，而織女星運載火箭的最終目標是升級到可酬載2000公斤的衛星到極軌道上。
在未來的發展目標上，會建造出推力更大的P100與P120兩種衍生型，分別可以提供100頓與120噸推力，這些加強版本的第一節也可望用於亞利安6號運載火箭上。

## 外部連結
- Vega launcher（页面存档备份，存于）, European Space Agency.
- First stone for Vega at Europe's Spaceport （页面存档备份，存于）
- Vega brochure （页面存档备份，存于）
- Vega Nozzle （页面存档备份，存于）